# Johannes Quasten
Johannes Quasten (3 de mayo de 1900 en Homberg – 10 de marzo de 1987 en Friburgo) fue un teólogo católico y estudioso de la Patrística. 

## Biografía

### Estudios
Quasten estudió desde 1921 teología católica en la Universidad Wilhelms de Westphalia, en Münster. Fue ordenado sacerdote en 1926 en Münster; tras una breve dedicación a la pastoral se dedicó al estudio. En 1927 promovió la música con su estudio Musik u. Gesang in den Kulten der heidnischen Antike u. christlichen Frühzeit (Música y canto en el culto en la antigüedad pagana y cristiana) con F. J. Dölger, quien tenía en Münster la cátedra de Religionswissenschaft (estudios religiosos).
Se trasladó en 1927-1929 a Roma (Pontificio Istituto di Archeologia Cristiana y capellán del Campo Santo Teutónico) como becario; la Görres-Gesellschaft le permitió tomar parte en excavaciones internacionales. En 1931 ganó la cátedra en Münster con Adolf Rücker (1880-1948) con la tesis Poimen Soter. Der Gute Hirte in frühchristlicher Totenliturgie und Grabeskunst (El buen Pastor en la liturgia y arte funerarios del primitivo cristianismo). Editó entonces los Monumenta eucharistica et liturgica vetustissima.

### Carrera profesional
En 1938 comenzó a enseñar historia antigua de la Iglesia en la Universidad Católica de América en Washington D. C. 
Tras la Segunda Guerra Mundial regresó a Roma y se trasladó a Estados Unidos. Participó en diversos proyectos: Antike und Christentum, Reallexikon für Antike und Christentum, Studies in Christian Antiquity (1941), Ancient Christian Writers (1946-1970).
En 1950 apareció el primer volumen de su Patrología, considerado un modelo en su género y traducido a muchas lenguas, completado después por el Institutum Patristicum Augustinianum (Roma).
Desde 1945 hasta 1949 fue Decano de la Facultad de Teología de la Universidad de Washington. En 1960 recibió el premio de la Catholic Theological Association of America por sus trabajos en ámbito teológico y Juan XXIII lo nombró miembro de la Pontificia Commissio de sacra Liturgia preparatoria del Concilio Vaticano II.
Pablo VI lo nombró en 1964 Consultor Consilii ad exsequendam Constitutionem de sacra Liturgia. Además fue miembro de muchas comisiones científicas: 1948 miembro del Abt-Herwegen-Instituts für Liturgiewissenschaftliche Forschung (Maria Laach), 1951 miembro de la directiva de la Patristic Conference Oxford University, 1963 miembro de la Oxford Historical Society.
Tras su retiro fue nombrado en 1970 profesor honorario de la Facultad de Teología católica de la Universidad de Friburgo, donde murió tras una larga enfermedad en 1987.

## Premios
La Universidad Católica de América, en Washington D. C., concede un Premio Johannes Quasten.